# Gol (by)
Gol er hovedbyen i Gol kommune i Viken fylke i Norge. Byen ligger hvor vej nr. 52 fra Hemsedal løber sammen med Riksvej 7, der forbinder Geilo med Vikersund.
Byen har en del turisme og der er flere større hoteller, bl.a. Pers Hotell og Eidsgaard Hotel (Best Western). Der er et rigt handelsliv til betjening af de mange turister. Det er først og fremmest de nærliggende alpine skisportssteder, der trækker turisterne til byen, men også om sommeren er der mange besøgende.

## Gol Stavkirke
Gol Stavkirke er en stavkirke fra middelalderen, der i 1884 blev flyttet til Norsk Folkemuseum i Oslo. I Middelalderparken i Gol er der opført en kopi af Gol Stavkirke.

## Links
- Hjemmeside om Gol

60°41′58″N 8°57′00″Ø / 60.69944°N 8.95000°Ø